# Крым. Путь на Родину
«Крым. Путь на Ро́дину» — российский полнометражный пропагандистский документальный фильм 2015 года журналиста Андрея Кондрашова, повествующий об аннексии Крыма Россией и других событиях на Украине того времени.
Фильм содержит большое интервью с президентом России Владимиром Путиным, который в феврале — марте 2014 года лично отдавал распоряжения вооружённым силам, аннексировавшим Крым.
Кроме того, в фильме были раскрыты неизвестные подробности операции российских спецслужб по эвакуации с территории Украины отстраннёного от власти Виктора Януковича.

## История создания
Материалы для фильма снимались в течение восьми месяцев в Севастополе, Форосе, Симферополе, Керчи, Ялте, Бахчисарае, Феодосии, Джанкое, Алуште и ещё в десятке населённых пунктов Крыма.
Ключевой в создании ленты стала многочасовая беседа с президентом России Владимиром Путиным об аннексии Крыма, записанная автором и ведущим картины Андреем Кондрашовым «по горячим следам». В фильм вошло также другое интервью Владимира Путина, записанное ближе к годовщине аннексии. Также для фильма были записаны ещё более пятидесяти интервью с непосредственными участниками и свидетелями аннексии: Сергеем Аксёновым, Алексеем Чалым, Натальей Поклонской, Сергеем Шойгу и другими.
В реконструкции хроникальных сцен снимались реальные участники аннексии. Съёмки фильма проходили в обстановке строгой секретности с конца сентября 2014 года до начала февраля 2015 года. Кинооператоры, как и статисты, точно не знали, что снимается: телесюжет, документальный или художественный фильм, а после окончания работы подписали документ о неразглашении информации.
По словам Андрея Кондрашова, одной из проблем при съёмках было отсутствие украинской униформы, необходимой для реконструкции ряда событий. Форму военнослужащих, таможенников, милиционеров, «беркутовцев» Украины было невозможно найти в Крыму. По свидетельствам местных жителей, такая форма либо была сожжена, либо отправлена «на материк». Поэтому «приходилось заказывать милицейскую форму в Киеве через киевских киношников, которые соглашались помочь, а какую-то форму пришлось брать на „Мосфильме“ и на Ялтинской киностудии».
За весь период создания фильма было отснято 398 часов видеоматериалов, из которых в фильм вошли только 2,5 часа.

## Сюжет
Фильм «Крым. Путь на Родину» рассказывает о событиях Евромайдана в Киеве, российской спецоперации по эвакуации Виктора Януковича, рассматривавшегося Россией в качестве легитимного президента Украины, возможном нападении на крымских участников Антимайдана («Корсуньский инцидент»), общественных настроениях в Крыму во время политического кризиса, формировании и деятельности крымских отрядов самообороны, активности сторонников Евромайдана в Крыму, действиях российских войск по блокированию и разоружению украинских воинских подразделений, процессе аннексии Крыма Россией, военных и политических мерах России по предотвращению вмешательства Запада.
В беседе с Андреем Кондрашовым, показанной в фильме, президент Путин заявил, что вмешаться его побудила «вспышка национализма на Украине». Он признал, что лично занимался аннексией Крыма и что совершил бы аннексию Крыма, если бы история повторилась. По словам российского президента.
Владимир Путин рассказал также о ряде событий аннексии, которые были неизвестны до премьеры фильма.
В ночь с 22 на 23 февраля 2014 года отстранённый от власти Виктор Янукович был эвакуирован российскими спецслужбами из Донецкой области на полуостров Крым (на тот момент контролировавшийся Украиной). По словам Путина, он лично руководил операцией, длившейся всю ночь. Кортеж Януковича из Донецка отправился в сторону Крыма, с этого момента во время звонков украинского президента российскому началось наблюдение за его передвижением. Проследив его маршрут и получив данные разведки, российские спецслужбы, по словам Путина, пришли к выводу, что жизнь Януковича находится в опасности, так как велика вероятность засады. К берегам Азовского моря вылетело несколько российских вертолётов, которые работали в режиме «радиотишины», поэтому долго не могли найти кортеж Януковича. Когда поиски увенчались успехом, Янукович был вывезен в Крым, а спустя несколько дней — на территорию Российской Федерации.
Российский спецназ, согласно сюжету фильма, блокировал связь украинских воинских частей, дислоцированных на полуострове, чтобы они не могли получить приказ из Киева оказать сопротивление.
В фильме также описывается инцидент с ВМС США, которые, по утверждению авторов картины, могли вмешаться в ситуацию. По мнению создателей фильма, к берегам Крыма приближался американский эсминец «Дональд Кук», имеющий на вооружении крылатые ракеты. Командующий российским Черноморским флотом адмирал Александр Витко утверждает в фильме, что в какой-то момент полуостров оказался в зоне действия ракет «Дональда Кука». На южном берегу был развёрнут береговой ракетный комплекс «Бастион», который своими радарами «засветил» приближающийся эсминец. Витко заявил, что после этого «Дональд Кук» развернулся и отошёл на безопасное расстояние. Пресс-служба Министерства обороны США заявила, что ничего не знает об этом инциденте.
В фильме Путин заявил о готовности применить ядерное оружие в случае военного вмешательства в конфликт третьей стороны. «Означает ли это <…>, что мы привели в состояние боевой готовности и наши ядерные силы?» — спросил Кондрашов. Путин ответил: «Мы готовы были это сделать».

## Рейтинги
Премьера фильма состоялась 15 марта 2015 на телеканале «Россия 1», вызвав большой интерес у зрительской аудитории. По информации российской исследовательской компании «TNS Gallup Media», фильм продемонстрировал один из самых высоких показателей интереса к телевизионному проекту за последние несколько лет. Только в Москве в день премьеры его посмотрели свыше трёх миллионов человек — картина собрала у экранов 40,6 % москвичей старше восемнадцати лет.
По состоянию на март 2021 года на видеохостинге YouTube фильм набрал 13,3 млн просмотров, 167 тысяч лайков и 43 тысячи дизлайков, комментарии к видео отключены.

## Инцидент с Google
На видеохостинге YouTube на странице с фильмом, загруженным на официальный канал «России 24», в 2020 году появилось предупреждение. Перед просмотром фильма сначала появляется плашка «Это видео может быть неприемлемым для некоторых зрителей» (англ. This video may be inappropriate for some users). В марте 2021 года автор фильма Андрей Кондрашов и российские информагентства обратили на это внимание, однако неизвестно, когда именно появилось данное предупреждение на странице фильма. В эфире телеканала «Россия 24» Андрей Кондрашов сказал, что в день годовщины аннексии Крыма и Севастополя к России увеличиваются просмотры фильма, а также, что его смотрят в том числе и на классных часах в школах и других учебных заведениях. Автор фильма добавил: «Не желая того, чтобы правду видело как можно большее количество людей, YouTube со свойственной себе манерой ограничивает право на доступ к информации для российских граждан».
В Google информагентству ТАСС пояснили, что предупреждение на странице с фильмом на YouTube появилось из-за демонстрации сцен насилия в картине — причём еще в апреле 2020 года. В частности в фильме содержатся изображения застреленного человека, жертв с тяжёлыми увечьями и человека в луже крови. В Google также пояснили, что «…на него поставлено ограничение по возрасту, так как вышеперечисленные сцены с насилием делают его не подходящим к просмотру для некоторых пользователей». 12 марта 2021 года Роскомнадзор направил компании Google LLC письмо с требованием в максимально короткие сроки снять все ограничения с видео и расценив такую меру как акт цензуры в отношении российских СМИ и ограничения права россиян на свободный поиск информации.

## Реакция
- 11 марта 2015 года, ещё до премьеры фильма, премьер-министр Украины Арсений Яценюк попросил Международный суд ООН в Гааге («Гаагский трибунал») приобщить фильм к иску против России, добавив, что «этим фильмом должны заинтересоваться международные прокуроры и следователи»[19]. Комментируя планы Киева направить в международный суд в Гааге российский фильм «Крым. Путь на Родину» заместитель главы МИД РФ Геннадий Гатилов заявил: «Этот вопрос в международном суде не рассматривается. Это чисто пропагандистский ход, который не повлечёт за собой никаких правовых последствий. Считаю данный шаг контрпродуктивным с точки зрения поиска путей по урегулированию ситуации на юго-востоке Украины»[20].
- Министерство обороны Украины опровергло озвученную в фильме информацию о потере связи с воинскими частями. Заместитель начальника управления информационных технологий Министерства обороны Украины Сергей Галушко заявил, что причиной бездействия украинских воинских формирований стало отсутствие должного правового режима на территории Крыма. Вину за сдачу воинских частей он возложил на командиров[11].
- 9 марта 2015 года официальный представитель Госдепартамента США Джен Псаки на своём брифинге раскритиковала фильм ещё до его премьеры. Она заявила, что уверена, что фильм «согласуется с вводящим в заблуждение подходом, связанным с отрицанием Россией причастности к событиям на востоке Украины», пояснив, что имеет в виду отрицание Москвой причастности к захвату Крыма. В то же время представитель Госдепа призналась, что не знает контекста фильма и не имеет подробной информации о нём[21][22]. 16 марта 2015 года, уже после премьеры фильма, Псаки сделала заявление, что этим фильмом российская сторона признала своё военное вмешательство на территорию Украины[23][24].
- 19 марта 2015 года стало известно о том, что Служба информации и безопасности Молдавии запретила презентацию фильма на территории своей страны «в связи с техническими проблемами», а решением Бюро по миграции и убежищу МВД Молдавии автор фильма Андрей Кондрашов и генеральный директор агентства «Россия сегодня» Дмитрий Киселёв объявлены персонами нон грата с запретом пребывания на территории Молдавии сроком на пять лет[25][26].

## Критика
В редакционном комментарии газеты «Ведомости» отмечалось, что представленная в фильме оценка президентом Путиным аннексии Крыма за прошедший год заметно изменилась — ведь всего годом ранее он утверждал, что российских военных на полуострове нет, а есть «местные силы самообороны», а чуть позже — что российские военные «встали за спинами сил самообороны». Теперь же аудитории было заявлено, что аннексия Крыма была спецоперацией, которой Путин руководил лично в ручном режиме, что в Крым были переброшены подразделения ГРУ, морской пехоты и ВДВ, комплексы «Бастион» для защиты от нападения с моря, а на случай военного вмешательства Запада были приведены в боевую готовность ядерные силы. По мнению авторов комментария, в 2014 году президент Путин был осторожнее в оценках, поскольку надеялся, что вопрос о Крыме удастся в отношениях с Западом каким-то образом сгладить, а вероятные санкции продлятся недолго. Когда же эти надежды не оправдались, своими новыми заявлениями Путин показал, что на мнение США и Европы он более не обращает внимания.
Российские американисты И.И. Курилла и В.И. Журавлева считают фильм пропагандистским и называют его целью национальную консолидацию вокруг идеи «великой России». Они полагают, что в фильме используется американский контекст, чтобы акцентировать величие России и чистоту намерений Путина, который изображается в положительном свете как политик мирового уровня в противовес американским президентам, изображаемым как играющих вторые роли.

## Награды
- 2015 — специальный приз «За осмысление современной истории» — национальная телевизионная премия «ТЭФИ—2015»[28].
- 2015 — гран-при в номинации «Телевизионные программы и фильмы» — XVI международный телекинофорум «Вместе» в Ялте[29].